# Romrod
Romrod ist eine Kleinstadt im Zentrum von Hessen im mittelhessischen Vogelsbergkreis.

## Geografie
Durch die Stadt fließen die Antrift und der Ocherbach, im Süden liegen Ausläufer des Vogelsberges.

### Nachbargemeinden
Romrod grenzt im Norden an die Stadt Alsfeld, im Osten an die Gemeinde Schwalmtal, im Süden an die Gemeinde Feldatal und im Westen an die Gemeinde Gemünden und die Stadt Kirtorf.

### Stadtgliederung
Romrod besteht aus den Stadtteilen Nieder-Breidenbach, Ober-Breidenbach, Romrod, Strebendorf und Zell. Breidenbach, heute Ober- und Niederbreidenbach, sind die ältesten Stadtteile (erstmals urkundlich erwähnt im Jahr 812).

## Ortsgeschichte

### Mittelalter
Der Ort Rumerode entstand an der Kreuzung der zwei Altstraßen Diotweg (später Diebsweg, bedeutet Volksweg) und der Heerstraße durch die Kurzen Hessen. Die erste Burg wurde im 11. Jahrhundert im Antrifttal gebaut. Somit existierte möglicherweise schon eine Siedlung, da Talburgen oft an bereits bewohnten Orten gebaut wurden.
In der ersten Hälfte des 12. Jahrhunderts wurde die alte Wasserburg gebaut. Ihre Erbauer waren vermutlich die Vorfahren des Adelsgeschlechts derer von Romrod, die im Jahre 1197 zum ersten Mal urkundlich erwähnt wurden, als Ludwig von Romrod („... Ludewicus de Rumerot... “) als Zeuge in einer Urkunde der Abtei Fulda erscheint. 1244 wird „... Hermanni de Ruomenrod“ genannt. 1273 heißt es in einer anderen Urkunde „... in Rumerode ...“ und 1344 „... czu Rumrode ...“ 1436 wird „... der amptman von Romrode ...“ erwähnt.
Der Ortsname Romrod bezeichnet die „Siedlung des Ruomo“.
In den folgenden Jahrhunderten besetzten die Herren von Romrod wichtige Ämter. Heinrich von Romrod war hessischer Marschall, und Hermann von Romrod war Komtur des Johanniterordens zu Grebenau. Weiterhin sind die Äbte Heinrich VI. von Romrod (1320–1323/1324) in Hersfeld und Friedrich I. von Romrod (1383–1395) in Fulda zu erwähnen.
Im Laufe des 14. Jahrhunderts verarmte das Geschlecht und verkaufte seine Burg an die Landgrafen Otto und Heinrich von Hessen. Spätestens ab 1408 gehörte dann auch der Ort Romrod zur Landgrafschaft Hessen.

### Neuzeit
Die Statistisch-topographisch-historische Beschreibung des Großherzogthums Hessen berichtet 1830 über Romrod:

„Romrod (L. Bez. Alsfeld) Stadt; liegt an der Andreft, so wie an der von Giessen nach Alsfeld ziehenden Chaussee und 1 St. von Alsfeld. Man findet 189 Häuser und 1089 Einwohner, die außer 10 Katholiken und 47 Juden evangelisch sind, eine den 1. Juni 1690 eingeweihte Kirche, 3 Mahlmühlen, 1 Bezirksgefängniß, 1 Schloß und eine Posthalterei. Das Schloß, durch seine besondere Bauart ausgezeichnet, wird nun zum Fruchtspeicher verwendet und der größtentheils geschleifte Wall ist in Gärten verwandelt. Der älteste Bau des Schlosses soll 1578 errichtet worden seyn. Der Forsthof und das Vorwerk sind beide Staatseigenthum, liegen innerhalb des Orts und sind von Staatsdienern bewohnt, Der Mühlhof wird von 3 Lehenträgern, sowohl von herrschaftlicher als Seebachischer Seite, bearbeitet. Romrod ist der Sitz des Obereinnehmers und des Forstinspektors. Außer Ackerbau und Viehzucht gehöret die Leineweberei zu den Hauptgewerben. Auch wohnt hier ein geschickter Orgelbauer. Jährlich werden 4 Märkte gehalten. In der Gemarkung, nemlich im Bergwald und zu Göringen, liegen mehrere Steinbrüche, die ein zum Chausseebau taugliches Material liefern. Bei Romrod lagen mehrere Ortschaften, die nun ausgegangen sind. Zwischen Romrod und Schellnhausen lag Göringen (Gorungen), von welchem sich noch der Name des Göringer Grundes erhalten hat. Zwischen Romrod und Zell lag Einhausen (Eynhusse), woselbst sich noch Einhäuser Gärten und ein gemauerter Brunnen befindet. Zwischen Romrod und Obergleen lag Hirtenrode (Hirtenrade), wo gleichfalls noch ein gemauerter Brunnen steht. – Zu Ende des 12. Jahrhunderts entstand hier die Burg Romrod, die, nebst einem großen Theil der umliegenden Gegend, einer Familie, die sich nun von Romrod nannte, gehörte, und welche auch begütert genug war, um sich dem hohen Adel anschließen zu können. Durch Theilungen schwächte diese Familie, die endlich im Mannsstamme erlosch, ihr Ansehen. Im Jahr 1358 verkaufte Metze von Lißberg, eine Romrodische Erbtochter, ihren Theil des Schlosses zu Romrod, an die von Erfa für zweihundert und einige Pfund Heller, mit Vorbehalt des Wiederkaufs, und Agnes von Westerburg, die andere Erbtochter, überließ um dieselbe Zeit ihren Antheil an die Landgrafen Heinrich und Otto. Hierzu gehörte das Gericht zu Hopfgarten ganz, ein Theil des Gerichts zu Zell, ein Theil des Gerichts zu Kirtorf, der Hof in Alsfeld, die Wiesen und Mühlen an der Eiff etc. Die von Erfa beschworen 1372 den Landgrafen Heinrich und Hermann einen Burgfrieden, wegen ihres Antheils zu Romrod. Vermöge der ganerbschaftlichen Verbindung stand den Landgrafen, da die eine Hälfte von Romrod wiederkäuflich veräußert worden war, das Recht der Einlösung zu, und Friedrich von Lißberg, Sohn der erwähnten Metze von Lißberg, machte sich 1374 verbindlich, falls die Landgrafen für diese Hälfte denen von Erfa mehr als 600 Mark geben müßten, dieselben entschädigen zu wollen. Die Zeit, zu welcher die Landgrafen von diesem Rechte Gebrauch machten, ist noch unbekannt. Die Landgrafen setzten sich durch Kauf in die sämmtlichen Romrodischen Besitzungen. Romrod war bis 1821 der Sitz der Justizbeamten und bis 1829 der Sitz des Landraths, zu welcher Zeit der Sitz nach Alsfeld verlegt und dem Bezirk der Namen von Alsfeld ertheilt wurde.“

Im 19. Jahrhundert lebten und wirkten hier Mitglieder der berühmten Orgelbauerfamilie Bernhard.
Nach der Volkszählung von 1846 hatte Romrod selbst 1100 Einwohner.
Hessische Gebietsreform (1970–1977)
Am 31. Dezember 1971 entstand im Zuge der Gebietsreform in Hessen die neue Großgemeinde durch den Zusammenschluss der Stadt Romrod mit den Gemeinden Nieder-Breidenbach, Ober-Breidenbach, Strebendorf und Zell.

### Verwaltungsgeschichte im Überblick
Die folgende Liste zeigt die Staaten und Verwaltungseinheiten, denen Romrod angehört(e):

- vor 1567: Heiliges Römisches Reich, Landgrafschaft Hessen, Amt Romrod
- ab 1567: Heiliges Römisches Reich, Landgrafschaft Hessen-Marburg, Amt Romrod[13]
- 1604–1648: Heiliges Römisches Reich, strittig zwischen Landgrafschaft Hessen-Darmstadt und Landgrafschaft Hessen-Kassel (Hessenkrieg)
- ab 1604: Heiliges Römisches Reich, Landgrafschaft Hessen-Darmstadt, Oberfürstentum Hessen, Oberamt Alsfeld, Amt Romrod[14]
- ab 1806: Großherzogtum Hessen, Fürstentum Oberhessen, Oberamt Alsfeld, Amt Romrod[15][16][15]
- ab 1815: Großherzogtum Hessen, Provinz Oberhessen, Amt Romrod[17]
- ab 1821: Großherzogtum Hessen, Provinz Oberhessen, Landratsbezirk Romrod[18][Anm. 2]
- ab 1829: Großherzogtum Hessen, Provinz Oberhessen, Landratsbezirk Alsfeld
- ab 1832: Großherzogtum Hessen, Provinz Oberhessen, Kreis Alsfeld
- ab 1848: Großherzogtum Hessen, Regierungsbezirk Alsfeld
- ab 1852: Großherzogtum Hessen, Provinz Oberhessen, Kreis Alsfeld
- ab 1867: Norddeutscher Bund, Großherzogtum Hessen, Provinz Oberhessen, Kreis Alsfeld
- ab 1871: Deutsches Reich, Großherzogtum Hessen, Provinz Oberhessen, Kreis Alsfeld
- ab 1918: Deutsches Reich, Volksstaat Hessen, Provinz Oberhessen, Kreis Alsfeld
- ab 1938: Deutsches Reich, Volksstaat Hessen, Landkreis Alsfeld
- ab 1945: Deutsches Reich, Amerikanische Besatzungszone, Groß-Hessen, Regierungsbezirk Darmstadt, Kreis Alsfeld
- ab 1946: Deutsches Reich, Amerikanische Besatzungszone, Hessen, Regierungsbezirk Darmstadt, Kreis Alsfeld
- ab 1949: Bundesrepublik Deutschland, Hessen, Regierungsbezirk Darmstadt, Kreis Alsfeld
- ab 1972: Bundesrepublik Deutschland, Hessen, Regierungsbezirk Darmstadt, Vogelsbergkreis
- ab 1981: Bundesrepublik Deutschland, Hessen, Regierungsbezirk Gießen, Vogelsbergkreis

### Gerichte seit 1803
In der Landgrafschaft Hessen-Darmstadt wurde mit Ausführungsverordnung vom 9. Dezember 1803 das Gerichtswesen neu organisiert. Für die Provinz Oberhessen wurde das „Hofgericht Gießen“ eingerichtet. Es war für normale bürgerliche Streitsachen Gericht der zweiten Instanz, für standesherrliche Familienrechtssachen und Kriminalfälle die erste Instanz. Die Rechtsprechung der ersten Instanz wurde durch die Ämter bzw. Standesherren vorgenommen und somit für Romrod durch das Amt Romrod. Nach der Gründung des Großherzogtums Hessen(-Darmstadt) 1806 wurden die Aufgaben der ersten Instanz 1821 im Rahmen der Trennung von Rechtsprechung und Verwaltung auf die neu geschaffenen Landgerichte übertragen. „Landgericht Alsfeld“ war daher von 1821 bis 1879 die Bezeichnung für das erstinstanzliche Gericht in Alsfeld, das heutige Amtsgericht, das für Romrod zuständig war.
Anlässlich der Einführung des Gerichtsverfassungsgesetzes mit Wirkung vom 1. Oktober 1879, infolge derer die bisherigen großherzoglichen Landgerichte durch Amtsgerichte an gleicher Stelle ersetzt wurden, während die neu geschaffenen Landgerichte nun als Obergerichte fungierten, kam es zur Umbenennung in Amtsgericht Alsfeld und Zuteilung zum Bezirk des Landgerichts Gießen.

## Bevölkerung

### Einwohnerstruktur 2011
Nach den Erhebungen des Zensus 2011 lebten am Stichtag, dem 9. Mai 2011, in Romrod 2888 Einwohner. Darunter waren 43 (1,4 %) Ausländer, von denen 14 aus dem EU-Ausland, 15 aus anderen europäischen Ländern und 14 aus anderen Staaten kamen. (Bis zum Jahr 2020 erhöhte sich die Ausländerquote auf 4,4 %.) Nach dem Lebensalter waren 518 Einwohner unter 18 Jahren, 1124 zwischen 18 und 49, 629 zwischen 50 und 64 und 616 Einwohner waren älter. Die Einwohner lebten in 1169 Haushalten. Davon waren 291 Singlehaushalte, 335 Paare ohne Kinder und 411 Paare mit Kindern, sowie 113 Alleinerziehende und 19 Wohngemeinschaften. In 248 Haushalten lebten ausschließlich Senioren und in 728 Haushaltungen lebten keine Senioren.

### Einwohnerentwicklung
| • 1791: | 0862 Einwohner             |
| • 1800: | 0843 Einwohner             |
| • 1806: | 0937 Einwohner, 166 Häuser |
| • 1829: | 1089 Einwohner, 189 Häuser |
| • 1867: | 0909 Einwohner, 165 Häuser |

| Romrod: Einwohnerzahlen von 1791 bis 2020 | Romrod: Einwohnerzahlen von 1791 bis 2020 | Romrod: Einwohnerzahlen von 1791 bis 2020 | Romrod: Einwohnerzahlen von 1791 bis 2020 | Romrod: Einwohnerzahlen von 1791 bis 2020 |
| --- | ----------------------------------------- | ----------------------------------------- | ----------------------------------------- | ----------------------------------------- |
| Jahr |                                           |                                           |                                           | Einwohner                                 |
| 1791 | 1791                                      |                                           | 862                                       | 862                                       |
| 1800 | 1800                                      |                                           | 843                                       | 843                                       |
| 1806 | 1806                                      |                                           | 937                                       | 937                                       |
| 1829 | 1829                                      |                                           | 1.089                                     | 1.089                                     |
| 1834 | 1834                                      |                                           | 1.105                                     | 1.105                                     |
| 1840 | 1840                                      |                                           | 1.109                                     | 1.109                                     |
| 1846 | 1846                                      |                                           | 1.090                                     | 1.090                                     |
| 1852 | 1852                                      |                                           | 1.110                                     | 1.110                                     |
| 1858 | 1858                                      |                                           | 1.009                                     | 1.009                                     |
| 1864 | 1864                                      |                                           | 963                                       | 963                                       |
| 1871 | 1871                                      |                                           | 881                                       | 881                                       |
| 1875 | 1875                                      |                                           | 863                                       | 863                                       |
| 1885 | 1885                                      |                                           | 846                                       | 846                                       |
| 1895 | 1895                                      |                                           | 828                                       | 828                                       |
| 1905 | 1905                                      |                                           | 813                                       | 813                                       |
| 1910 | 1910                                      |                                           | 793                                       | 793                                       |
| 1925 | 1925                                      |                                           | 836                                       | 836                                       |
| 1939 | 1939                                      |                                           | 867                                       | 867                                       |
| 1946 | 1946                                      |                                           | 1.241                                     | 1.241                                     |
| 1950 | 1950                                      |                                           | 1.302                                     | 1.302                                     |
| 1956 | 1956                                      |                                           | 1.192                                     | 1.192                                     |
| 1961 | 1961                                      |                                           | 1.152                                     | 1.152                                     |
| 1967 | 1967                                      |                                           | 1.162                                     | 1.162                                     |
| 1970 | 1970                                      |                                           | 1.222                                     | 1.222                                     |
| 1972 | 1972                                      |                                           | 2.963                                     | 2.963                                     |
| 1975 | 1975                                      |                                           | 2.861                                     | 2.861                                     |
| 1980 | 1980                                      |                                           | 2.823                                     | 2.823                                     |
| 1985 | 1985                                      |                                           | 2.842                                     | 2.842                                     |
| 1990 | 1990                                      |                                           | 3.004                                     | 3.004                                     |
| 1995 | 1995                                      |                                           | 3.044                                     | 3.044                                     |
| 2000 | 2000                                      |                                           | 3.099                                     | 3.099                                     |
| 2005 | 2005                                      |                                           | 3.043                                     | 3.043                                     |
| 2010 | 2010                                      |                                           | 2.881                                     | 2.881                                     |
| 2011 | 2011                                      |                                           | 2.888                                     | 2.888                                     |
| 2015 | 2015                                      |                                           | 2.729                                     | 2.729                                     |
| 2020 | 2020                                      |                                           | 2.676                                     | 2.676                                     |
| Datenquelle: Historisches Gemeindeverzeichnis für Hessen: Die Bevölkerung der Gemeinden 1834 bis 1967. Wiesbaden: Hessisches Statistisches Landesamt, 1968. Weitere Quellen: LAGIS; 1972:; ab 1975:; Zensus 2011 Ab 1972 einschließlich der im Zuge der Gebietsreform in Hessen eingegliederten Orte. |                                           |                                           |                                           |                                           |

### Historische Religionszugehörigkeit
| • 1829: | 1032 evangelische Einwohner (= 94,77 %), 47 jüdische (= 4,31 %), 10 katholische (=0,92 %) Einwohner |
| • 1961: | 0963 evangelische (= 83,59 %), 183 katholische (= 15,89 %) Einwohner                                |
| • 1987: | 2405 evangelische (= 85,0 %), 287 katholische (= 10,1 %), 137 sonstige (= 4,9 %) Einwohner          |
| • 2011: | 2146 evangelische (= 47,3 %), 368 katholische (= 13,7 %), 374 sonstige (= 13,0 %) Einwohner         |

## Politik

### Stadtverordnetenversammlung
Die Kommunalwahl am 14. März 2021 lieferte folgendes Ergebnis, in Vergleich gesetzt zu früheren Kommunalwahlen:
| Sitzverteilung in der Stadtverordnetenversammlung 2021Insgesamt 15 Sitze - SPD: 6 - CDU/FWG: 9 | Parteien und Wählergemeinschaften | Parteien und Wählergemeinschaften                         | % 2021 | Sitze 2021 | % 2016 | Sitze 2016 | % 2011 | Sitze 2011 | % 2006 | Sitze 2006 | % 2001 | Sitze 2001 |
| Sitzverteilung in der Stadtverordnetenversammlung 2021Insgesamt 15 Sitze - SPD: 6 - CDU/FWG: 9 | SPD                               | Sozialdemokratische Partei Deutschlands                   | 42,0   | 6          | 43,2   | 6          | 51,0   | 8          | 44,9   | 10         | 53,5   | 12         |
| Sitzverteilung in der Stadtverordnetenversammlung 2021Insgesamt 15 Sitze - SPD: 6 - CDU/FWG: 9 | CDU/FWG                           | Christlich Demokratische Union / Freie Wählergemeinschaft | 58,0   | 9          | 56,8   | 9          | 49,0   | 7          | 55,1   | 13         | —      | —          |
| Sitzverteilung in der Stadtverordnetenversammlung 2021Insgesamt 15 Sitze - SPD: 6 - CDU/FWG: 9 | CDU                               | Christlich Demokratische Union                            | —      | —          | —      | —          | —      | —          | —      | —          | 46,5   | 11         |
| Sitzverteilung in der Stadtverordnetenversammlung 2021Insgesamt 15 Sitze - SPD: 6 - CDU/FWG: 9 | Gesamt                            | Gesamt                                                    | 100,0  | 15         | 100,0  | 15         | 100,0  | 15         | 100,0  | 23         | 100,0  | 23         |
| Sitzverteilung in der Stadtverordnetenversammlung 2021Insgesamt 15 Sitze - SPD: 6 - CDU/FWG: 9 | Wahlbeteiligung in %              | Wahlbeteiligung in %                                      | 55,4   | 55,4       | 68,6   | 68,6       | 56,4   | 56,4       | 61,4   | 61,4       | 58,4   | 58,4       |

### Bürgermeister
Nach der hessischen Kommunalverfassung wird der Bürgermeister für eine sechsjährige Amtszeit gewählt, seit dem Jahr 1993 in einer Direktwahl, und ist Vorsitzender des Magistrats, dem in der Stadt Romrod neben dem Bürgermeister ehrenamtlich ein Erster Stadtrat und vier weitere Stadträte angehören. Bürgermeister ist seit dem 1. April 2022 Hauke Schmehl (CDU), der in der Kommunalpolitik bis dahin Stadtverordnetenvorsteher war. Er wurde als Nachfolger von Birgit Richtberg (CDU/FWG), die nach drei Amtszeiten nicht wieder kandidiert hatte, am  28. November 2021 im ersten Wahlgang bei 65,53 Prozent Wahlbeteiligung mit 65,13 Prozent der Stimmen gewählt.
Amtszeiten der Bürgermeister
- 2022–2028 Hauke Schmehl (CDU)[35]
- 2004–2022 Birgit Richtberg (CDU/FWG)[36]
- 1987–2004 Rudolf Marek (SPD)[39]
- 1972–1987 Max Haika (SPD)[40]

### Wappen und Flagge
Wappen

Blasonierung: „In Gold in der Mitte ein gemauerter schwarzer Balken mit aufgesetztem schwarzen Zinnenturm, unten ein teilweise auf den Balken aufgelegter blauer Schild mit einem golden bewehrten, neun Mal von Silber und Rot gestreiften Löwen.“
Das Wappen wurde der Stadt Romrod zuletzt am 7. Mai 1973, nach der Gebietsreform durch den Hessischen Innenminister wieder genehmigt. Zuvor wurde es bereits am 23. Juni 1967 genehmigt.
Gestaltet wurde es durch den Bad Nauheimer Heraldiker Heinz Ritt.
Es kombiniert das goldene Schild mit schwarzen Zinnen aus dem Wappen des Rittergeschlechts derer von Romrod mit dem Wappen Hessens. Und zeigt so die früheren und heutigen Besitzer der Stadt. Vor 1967 zeigte das Stadtwappen einen goldenen Löwen in Blau. Dieser basierte auf dem Hessischen Löwen, der schon seit 1553 in den Stadtsiegeln vorkommt.
 Flagge 
Die Flagge wurde der Stadt am 13. April 1984 genehmigt und wird wie folgt beschrieben:
„Auf schwarz/goldener Flaggenbahn in der oberen Hälfte aufgelegt das Stadtwappen.“

### Städtepartnerschaft
Seit 1990 besteht die Städtepartnerschaft mit La Coquille im Département Dordogne in Frankreich.

### Interkommunale Zusammenarbeit
Romrod ist Mitglied in dem Gemeindeverwaltungsverband Feldatal-Grebenau-Romrod-Schwalmtal. Am 1. Juli 2016 startete die Interkommunale Zusammenarbeit der Bauhöfe zwischen den Städten und Gemeinden.

## Kultur und Sehenswürdigkeiten
- Schloss Romrod mit Schlossmuseum[45]
- Synagoge Romrod (aus dem Jahr 1722)
- Stadtkirche Romrod
- Katholische Kirche Romrod ist eine moderne Zeltkirche aus dem Jahr 1970. Sie ist eine Filialkirche und St. Joseph geweiht

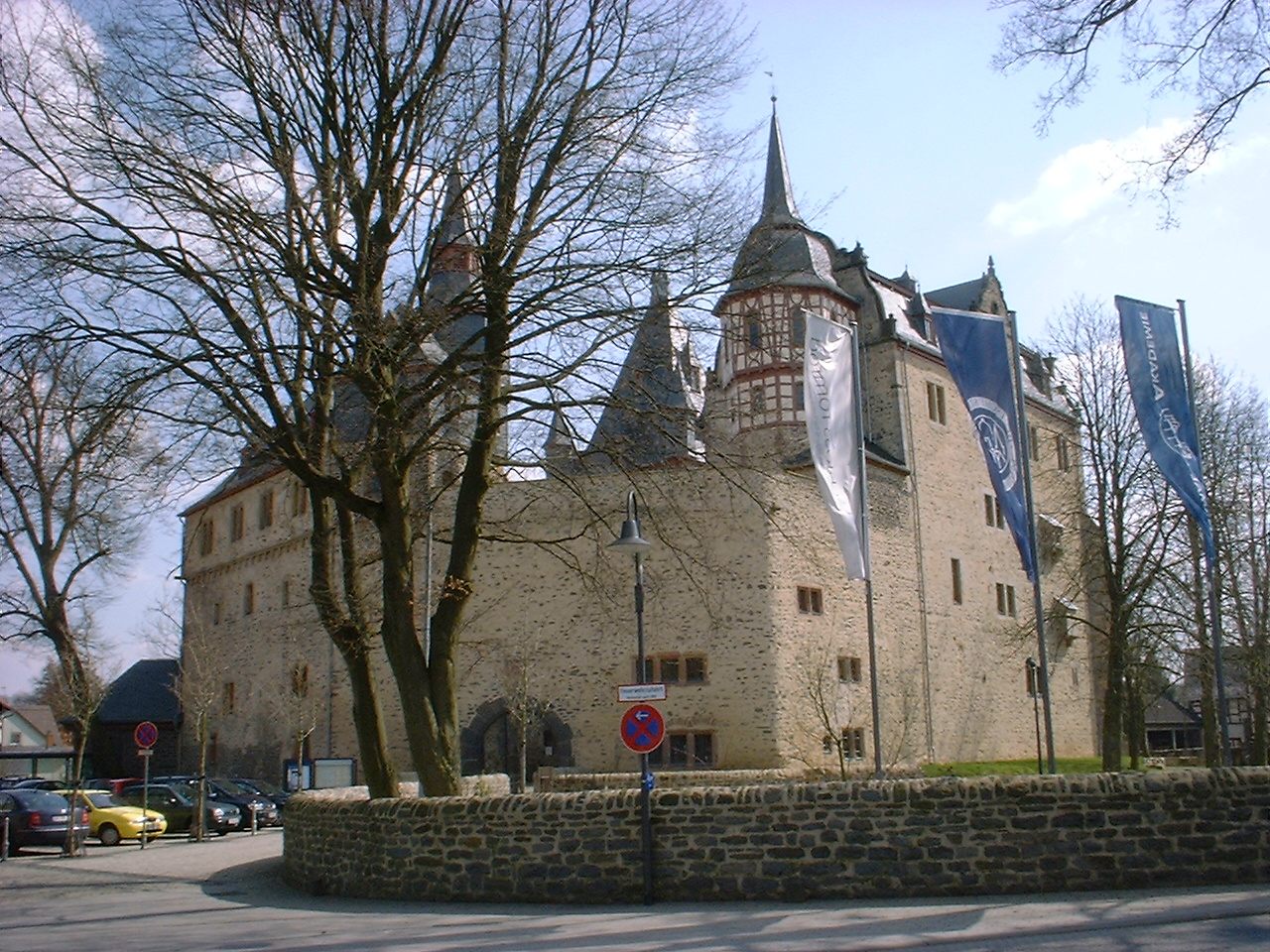
Schloss Romrod
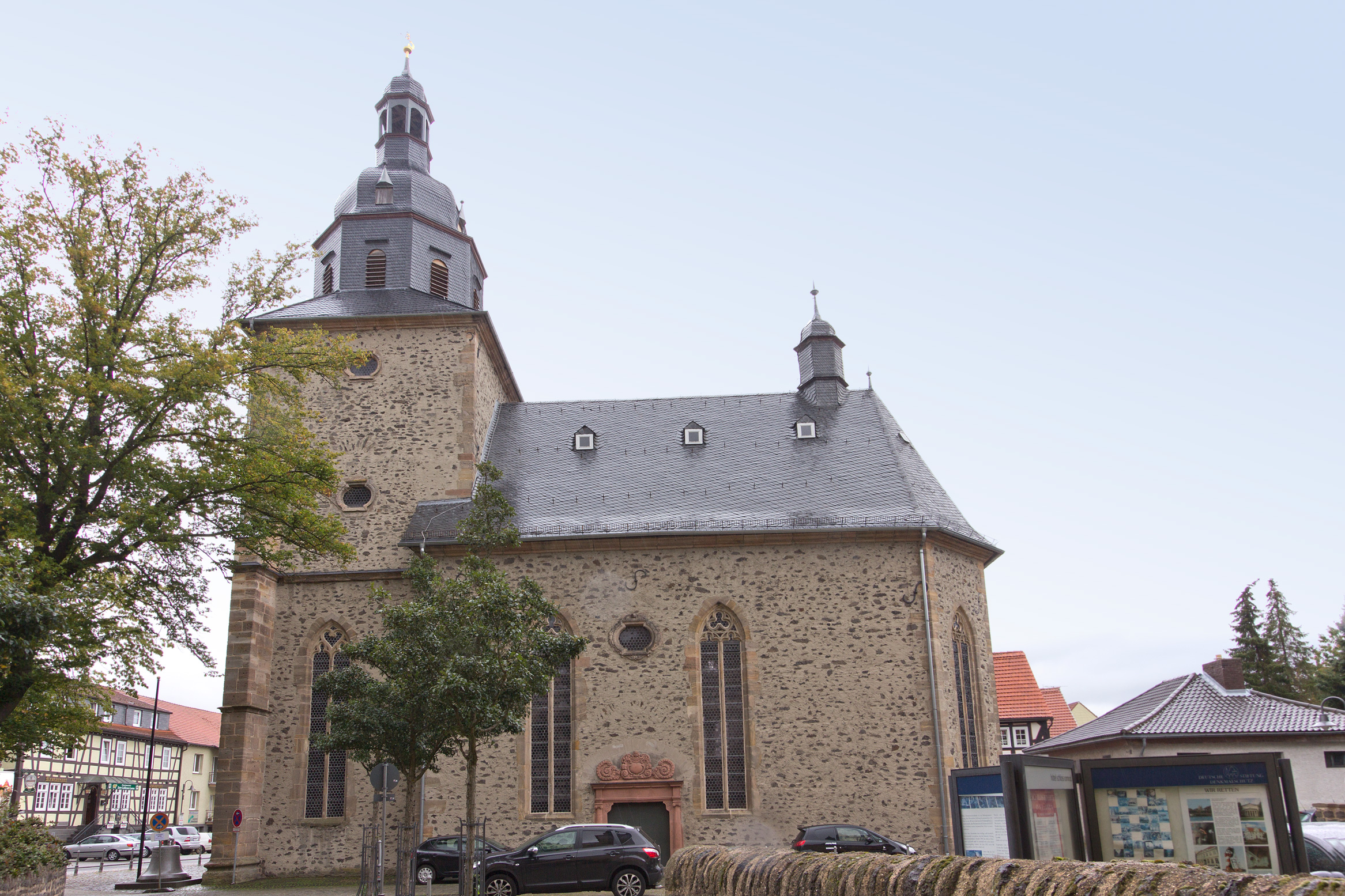
Stadtkirche Romrod gegenüber dem Schloss
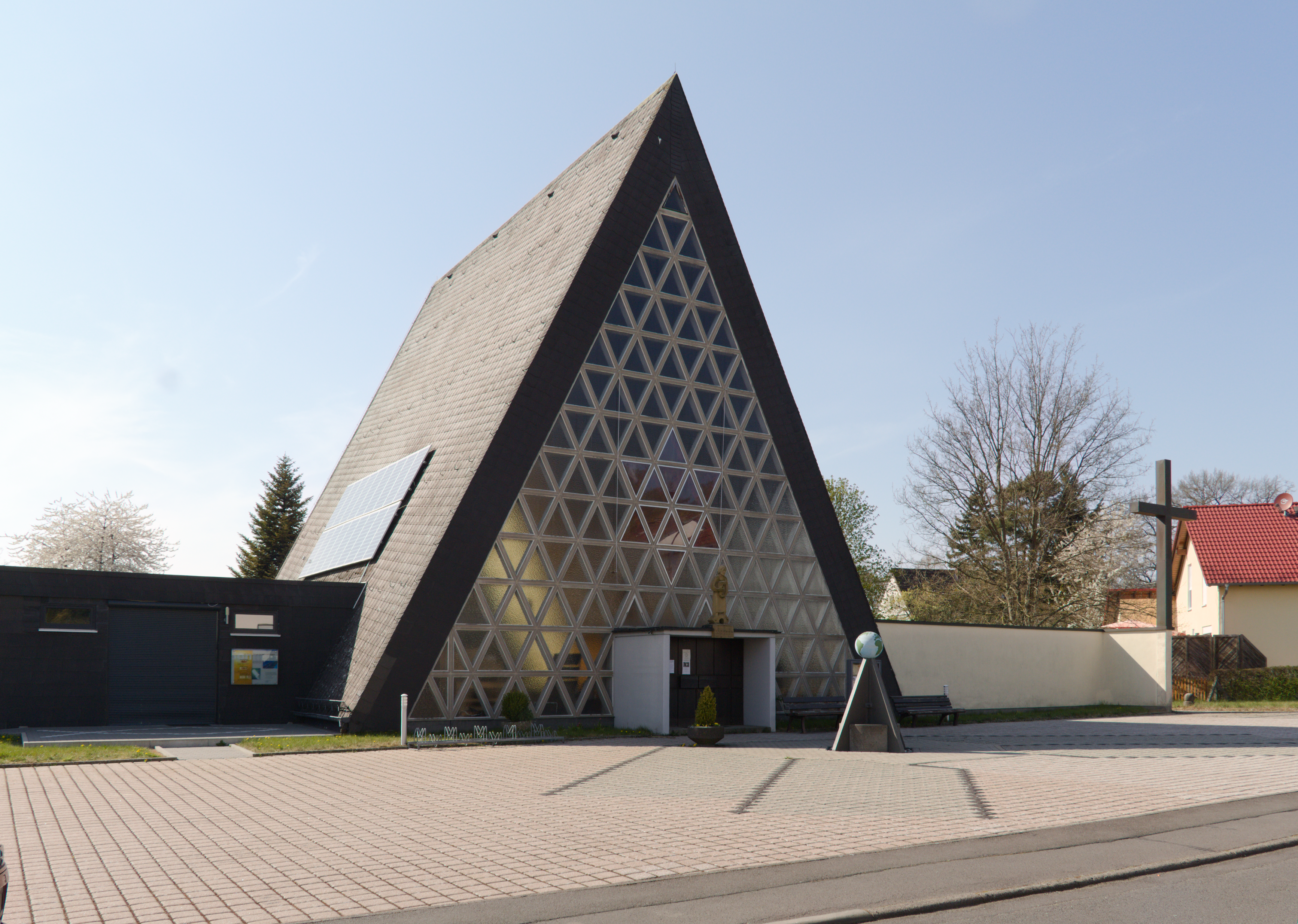
Die Katholische Kirche in Romrod

## Wirtschaft und Infrastruktur

### Flächennutzung
Das Gemeindegebiet umfasst eine Gesamtfläche von 5443 Hektar, davon entfallen in ha auf:
| Nutzungsart             | Nutzungsart             | 2011 | 2015 |
| ----------------------- | ----------------------- | ---- | ---- |
| Gebäude- und Freifläche | Gebäude- und Freifläche | 142  | 143  |
| davon                   | Wohnen                  | 75   | 76   |
|                         | Gewerbe                 | 4    | 4    |
| Betriebsfläche          | Betriebsfläche          | 6    | 6    |
| davon                   | Abbauland               | 0    | 0    |
| Erholungsfläche         | Erholungsfläche         | 5    | 5    |
| davon                   | Grünanlage              | 2    | 2    |
| Verkehrsfläche          | Verkehrsfläche          | 260  | 260  |
| Landwirtschaftsfläche   | Landwirtschaftsfläche   | 2477 | 2475 |
| davon                   | Moor                    | 0    | 0    |
|                         | Heide                   | 0    | 0    |
| Waldfläche              | Waldfläche              | 2494 | 2494 |
| Wasserfläche            | Wasserfläche            | 43   | 43   |
| Sonstige Nutzung        | Sonstige Nutzung        | 16   | 16   |

### Verkehr
Romrod liegt an der A 5, Autobahnanschlussstelle 3, Pfefferhöhe. Des Weiteren führt die B 49 durch Romrod.
Der Bahnhof Zell-Romrod ist ein Haltepunkt der Vogelsbergbahn.

## Persönlichkeiten

### Ehrenbürger
- Gottfried Kiesow (1931–2011), deutscher Denkmalschützer und Ehrenbürger von Romrod

### Söhne und Töchter der Stadt
- Johann Hartmann Bernhard (1773–1839), Orgelbauer
- Johannes Stein (1776– 1856), in Ober-Breidenbach geborener Ökonom, Politiker und Abgeordneter
- Friedrich Wilhelm Bernhard, Orgelbauer (1804–1861), Sohn von Johann Hartmann Bernhard
- Adam Karl Bernhard, Orgelbauer (1807–1893), Sohn von Johann Hartmann Bernhard
- Ludwig von Baumbach-Ropperhausen (1783–1856), kurhessischer Regierungsdirektor und Präsident der kurhessischen Ständeversammlung
- Karl Follen (1796–1840), deutsch-amerikanischer Jurist, Gelehrter und Schriftsteller
- August von Bibra (1808–1894), Kämmerer und Geschäftsführer des Mainzer Adelswesens
- Ludwig Dingeldein (1855–1931), deutscher General der Infanterie
- Otto Dingeldein (1861–1951), deutscher Philologe
- Sven Hippel (* 1986), Radsportler